# Ancaudellia integerrima
Ancaudellia integerrima är en kackerlacksart som beskrevs av Roth, L. M. 1982. Ancaudellia integerrima ingår i släktet Ancaudellia och familjen jättekackerlackor. Inga underarter finns listade i Catalogue of Life.